# フルメツ・ナド・チドリノウ - クルジネツ線
フルメツ・ナド・チドリノウ～クルジネツ線（チェコ語: Železniční trať Chlumec nad Cidlinou – Křinec）は、チェコ国鉄の鉄道線の名称である。路線番号は028。
ムニェステツ・クラーロヴェーを境に、運行系統も歴史も異なる。クルジネツ～ムニェステツ間は、1881年から1882年にかけて、チェコ商業鉄道によって開業した。一方ムニェステツ～フルメツ間は、1901年に帝立王立国有鉄道により開業した。かつての路線番号は062であったが、2023年度より028を使用している。

## 運行形態
ムニェステツ・クラーロヴェー以北のみの運行。ムニェステツ以南は2022年度以前に運行していたが、ムニェステツ以北と以南を直通する列車は設定されていなかった。
- (スタラー・パカ - ) フルメツ・ナド・チドリノウ - ムニェステツ・クラーロヴェー
平日は2時間に1本、休日は4時間に1本の運行。平日の半数弱、休日の大部分が040号線のスタラー・パカまで直通する。また、フルメツでプラハ方面特急、コリーン方面快速、フラデツ・クラーロヴェー方面普通と接続するダイヤが組まれている。平日朝の西行1本のみ、シルボヴィツェを通過する。
2021年以前は全列車各駅停車であった。2022年度に、途中ノンストップの列車が設定されたが、2023年度にロヴチツェ、ビェルニツェ停車となった。

- 過去の運行系統

## 駅一覧
以下では、チェコ国鉄062号線の駅と営業キロ、停車列車、接続路線などを一覧表で示す。
- 種別
  - Os：普通
- 停車駅
  - ■印：全列車停車
  - ●印：一部通過
  - ○印：一部停車
  - ｜印：全列車通過

| 路線名 | 駅名                           | 駅間営業キロ | 累計営業キロ     | 累計営業キロ    | Os | 接続路線                                                      | 所在地                     | 所在地                     |
| ------ | ------------------------------ | ------------ | ---------------- | --------------- | -- | ------------------------------------------------------------- | -------------------------- | -------------------------- |
| 062    | フルメツ・ナド・チドリノウ駅   | -            | フルメツから 0.0 |                 | ■  | 020号線（フラデツ方面、プラハ方面） 040号線（トルトノフ方面） | フラデツ・クラーロヴェー州 | フラデツ・クラーロヴェー郡 |
| 062    | ロヴチツェ駅                   | 6.1          | 6.1              |                 | ■  |                                                               | フラデツ・クラーロヴェー州 | フラデツ・クラーロヴェー郡 |
| 062    | スリボヴィツェ駅               | 1.3          | 7.4              |                 | ●  |                                                               | 中央ボヘミア州             | ニンブルク郡               |
| 062    | ビェルニツェ駅                 | 2.1          | 9.5              |                 | ■  |                                                               | 中央ボヘミア州             | ニンブルク郡               |
| 062    | ムニェステツ・クラーロヴェー駅 | 4.2          | 13.7             | オボラから 11.9 | ■  |                                                               | 中央ボヘミア州             | ニンブルク郡               |
| 062    | チニェヴェス駅                 | 6.7          | 20.4             | 5.2             |    |                                                               | 中央ボヘミア州             | ニンブルク郡               |
| 062    | ディモクリ駅                   | 1.9          | 22.3             | 3.3             |    |                                                               | 中央ボヘミア州             | ニンブルク郡               |
| 062    | スヴィードニツェ駅             | 2.2          | 24.5             | 1.1             |    |                                                               | 中央ボヘミア州             | ニンブルク郡               |
| 062    | オボラ信号所                   |              | (25.6)           | (0.0)           |    |                                                               | 中央ボヘミア州             | ニンブルク郡               |
| 062    | クルジネツ駅                   | 4.1          | 28.6             | 3.0             |    | 061号線（イチーン方面、ニンブルク方面）                       | 中央ボヘミア州             | ニンブルク郡               |

ムニェステツ・クラーロヴェー - クルジネツ間は、2022年12月限りで旅客輸送休止。